# Cine de Turquía
El cine de Turquía es una parte importante de la cultura de Turquía. Conoció una época de gran esplendor entre las décadas de 1950 y 1970, para después perder progresivamente importancia, tanto en cantidad como en calidad. A principios del siglo XXI, está viviendo un renacer con películas internacionalmente aclamadas como Babam ve Oğlum, Anlat Istanbul, y sobre todo Uzak, Gran Premio del Jurado del Festival de Cannes.

## Historia

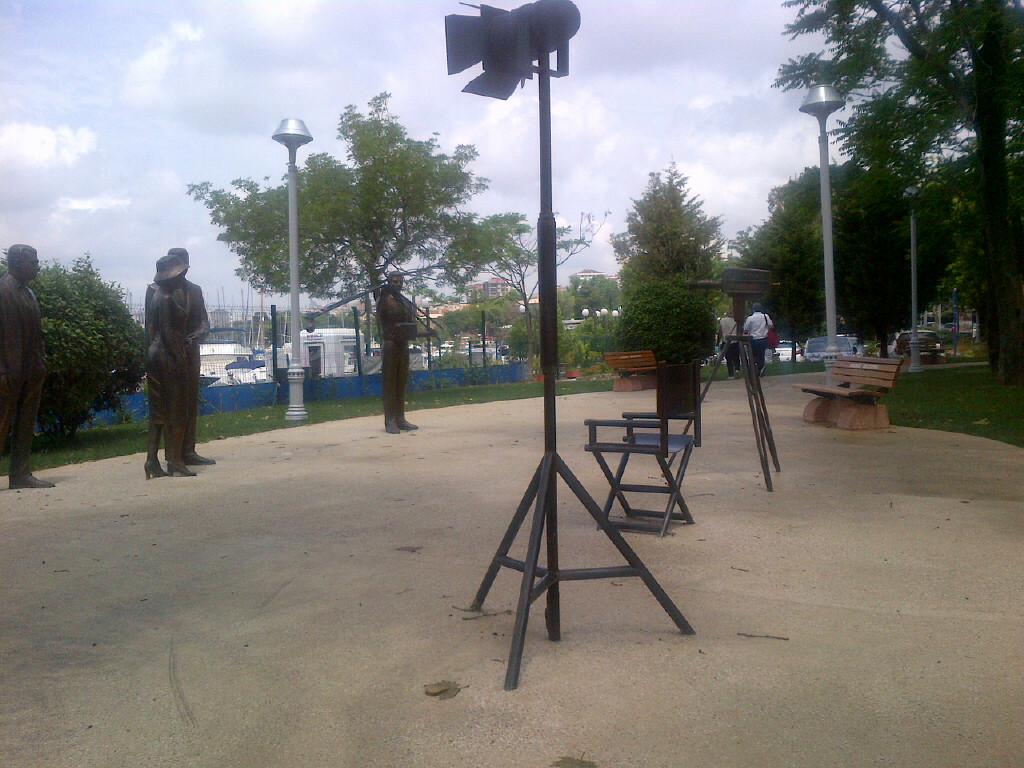
Monumento alusivo al cine turco en Fenerbahçe, Estambul.

Por lo que se refiere a la producción cinematográfica, Turquía ha compartido los destinos de otras cinematografías nacionales en el siglo XX. La producción no fue regular hasta la década de 1950, y el mercado cinematográfico estaba copado por un puñado de compañías importantes que luchaban por la hegemonía en las zonas más densamente pobladas y rentables, como son las ciudades de Estambul y Esmirna. Las salas rara vez proyectaban películas nacionales y generalmente se limitaban a programar filmes provenientes de las más poderosas industrias cinematográficas occidentales, sobre todo de Estados Unidos, Francia, Italia y Alemania. Los intentos de crear una producción local surgían de los grandes importadores; los únicos que podían contar con un sistema de distribución adecuado y gran número de salas que les garantizaban la rentabilidad. Entre los años 1896 y 1945, el número de películas producidas no llegó a cincuenta. Comparado con los miles de películas importadas y proyectadas durante ese mismo período, no podemos hablar de una producción cinematográfica turca mínimamente relevante antes de 1950. 
Esta tendencia cambió rápidamente tras la Segunda Guerra Mundial. Tan sólo en 1952 se produjeron más películas que todas las que se habían hecho en los años precedentes desde la invención del cine. En la década de 1960, Turquía se convirtió en el quinto mayor productor del mundo y la producción llegó a su hito de trescientas obras anuales al comienzo de la década de 1970. En este sentido, y comparándolos con los de otras industrias cinematográficas nacionales, los logros de la industria turca siguen siendo sorprendentes. 
Sin embargo, el impacto de la televisión y el vídeo como nuevos medios de comunicación de masas y la inestabilidad política de la década de 1970 (ligada a menudo a crisis económicas profundas) ocasionó un acusado descenso en la venta en taquilla, lo cual dio lugar a una larga crisis de la cinematografía que comenzó hacia 1980 y continuó hasta mediados de la década de 1990. La afluencia a los cines descendió de 90 millones en 1966 a 56 millones en 1984 y sólo 11 millones en 1990. Paralelamente el número de salas cayó desde las aproximadamente 2000 que había en 1966 a 854 en 1984 y 290 en 1990. En la década de 1990 la media de películas producidas anualmente se mantuvo entre diez y quince filmes. 
Desde 1995 la situación ha mejorado. A partir del año 2000, las ventas en taquilla llegaron a veinte millones, y desde 1995, el número de salas no ha dejado de crecer hasta cerca de quinientas salas en todo el país. A principios del siglo XXI las películas turcas atraen a millones de espectadores y en ocasiones se convierten en las más taquilleras, incluso superando a obras extranjeras. No obstante, es difícil hablar de la existencia de una industria, ya que la mayoría de las producciones son proyectos individuales de directores que habitualmente se ganan la vida en la televisión, publicidad o teatro. La distribución de estas películas la llevan habitualmente a cabo compañías extranjeras como Warner Bros y United International Pictures. 

### Hasta 1950
La mayoría de las películas turcas producidas antes de 1950 fueron proyectos comenzados por compañías de importación propiedad de familias locales, sobre todo İpek Film y Kemal Film. Las dos serían las distribuidoras más importantes hasta la década de 1950 y las únicas lo suficientemente sólidas para producir sus propios filmes, con bajo riesgo de fracaso financiero, ya que controlaban el sistema de distribución y de salas. 
De todas formas, los desarrollos más importantes que protagonizaron estas empresas fueron tan sólo las adaptaciones que precisaba el progreso tecnológico de las industrias cinematográficas occidentales, cuyas películas importaban. Un ejemplo de esto es la creación de los estudios de doblaje de Marmara a principios de la década de 1930, cuando el cine mudo dejó paso a los filmes sonoros, obligando a las compañías dependientes de la importación a adecuarse a los nuevos requisitos tecnológicos. 
Los grandes distribuidores de Estambul, capitaneados por İpek Film y Kemal Film, expandieron paulatinamente su sistema de distribución a todo el resto del país durante la década de 1930, dando lugar a los llamados "sistemas regionales" (Bölge İşletmeleri), que consistía en siete áreas de distribución con sedes en las ciudades más importantes de cada región: Estambul (región de Mármara), Esmirna (región del Egeo), Ankara (región de Anatolia Central), Samsun (región del Mar Negro), Adana (región del Mediterráneo), Erzurum (región de Anatolia Oriental) y Diyarbakir (región de Anatolia Sudoriental). Estos sistemas regionales cobraron mayor importancia a partir de 1950, cuando la producción nacional creció drásticamente y superó a los filmes importados. Este sistema se convirtió en la base financiera del Yeşilçam, que fue el corazón de la producción cinematográfica turca entre los años 1955-1975. A partir de 1965, los llamados "sistemas combinados", puestos en funcionamiento por un trust de líderes locales tomó el control de prácticamente todo lo relativo a la producción. Una de las figuras más importantes de este trust fue el productor Türker İnanoğlu, aún activo a principios del siglo XXI. 
La primera proyección de una película en Turquía tuvo lugar en el Palacio Estrella (Yıldız Sarayı) de Estambul, en 1896. Siguieron otras proyecciones a cargo de Sigmund Weinberg en los distritos de Beyoğlu y Sehzadebasi, en 1897. Weinberg ya era una personalidad en la época, conocido sobre todo como representante de compañías extranjeras, como Pathé, para quien vendía gramófonos antes de entrar en el negocio cinematográfico. 
La primera película turca, un documental producido por Fuat Uzkınay en 1914, representaba la destrucción, por parte del público, del monumento ruso de Ayastefanos (Yeşilköy). Los primeros filmes temáticos turcos fueron La boda de Himmet Aga (1916 - 1918), comenzado por Weinberg y terminado por Uzkinay; La pata (1917) y El espía (1917), ambos de Sedat Simavi. Los producía el Directorio Central de Cinematografía, una sociedad semimilitar de defensa nacional; y la Asociación de Veteranos Minusválidos. 
En 1922 se realizó un importante documental sobre la guerra de la independencia: Independencia, la victoria de Esmirna. El mismo año, el primer estudio cinematográfico privado, Kemal Film, empezó a operar. Desde 1923 a 1939, Muhsin Ertugrul fue el único realizador del país. En ese período dirigió veintinueve películas, principalmente adaptando obras, operetas, y películas extranjeras. 
Desde 1939 a 1950 se puede hablar de período de transición en el cine turco. Un período en el que la influencia viene no sólo del teatro, sino también de la Segunda Guerra Mundial. A partir de 1949 ya se puede considerar que el cine turco ya estaba listo para desarrollarse como un arte autónomo.

### El período Yeşilçam
El término Yeşilçam ("pino verde") es sinónimo de la industria cinematográfica turca, del mismo modo que Hollywood lo es de la estadounidense El nombre procede de la calle Yeşilçam, en el distrito estambuliota de Beyoğlu, sede de numerosos estudios. 
Yeşilçam conoció su apogeo durante las décadas de 1950 a 1970, cuando se producían entre 250 y 350 películas anuales. a partir de 1970 Yeşilçam sufrió debido al auge de la televisión en Turquía. Aun así, el cine turco vio surgir muchas estrellas en el fin de esa década, como la actriz Zerrin Egeliler. Sin embargo, ha protagonizado un resurgir desde 2002, con películas internacionalmente aclamadas como Uzak (Gran Premio del Festival de Cannes en 2003), Babam ve Oğlum y Propaganda.
Entre 1950 y 1966, más de cincuenta directores trabajaron en Turquía. Ömer Lütfi Akad es la figura más influyente del período, pero son Osman Fahir Seden, Atıf Yılmaz y Memduh Ün quienes firmaron más obras. El filme Susuz Yaz ("Verano seco"), realizado por Metin Erksan, ganó el Oso de oro del Festival internacional de cine de Berlín en 1964. 
El número de asistentes a las salas y de películas realizadas aumenta constantemente, sobre todo a partir de 1958. En la década de 1960 se incluyen cursos de cinematografía en los programas del departamento de teatro en la Facultad de Lengua, Historia y Geografía de la Universidad de Ankara y de la Universidad de Estambul. Una rama de cine se establece también en el departamento de Historia del Arte de la Academia Nacional de Bellas Artes
En 1960 se fundan la Unión de Productores Cinematográficos Turcos y la Filmoteca Estatal. En 1962 el Instituto de Cine y TV se convirtió en un departamento de la Universidad Mimar Sinan. 
Entre los actores más notables y celebrados de esta época se encontrar Kemal Sunal, Kadir İnanır, Türkan Şoray y Şener Şen.

### Decadencia de Yeşilçam y período posterior
A pesar del incremento de calidad en las obras hechas en la década de 1970, los siempre crecientes costes de producción provocaron una caída en el número de filmes producidos. A principios de la década de 1990 tan sólo se hacían dos o tres películas al año, y la mayoría de las antiguas estrellas del período Yeşilçam buscaban fortuna en televisión. En este período podemos incluir a las aclamadas Züğürt Ağa (1985), y Eşkıya (1996), ambas con el actor Şener Şen como protagonista. 
Sin embargo, el resurgir de Yesilçam no tuvo lugar hasta la aparición de la obra Vizontele, película escrita, dirigida y protagonizada por Yılmaz Erdoğan. El enorme éxito comercial de este filme (con más de dos millones y medio de espectadores) llamó la atención a la industria. 
Desde entonces se han venido produciendo películas de mayor presupuesto, entre las que cabe destacar Kurtlar Vadisi, que continúa la trama de la polémica serie de televisión homónima; Babam ve Oğlum, o la segunda obra de Cem Yılmaz, Hokkabaz. 
Ha habido también un aumento de obras más experimentales desde el año 2000: por ejemplo, la obra Türev (2005) fue rodada sin un guion preestablecido. También Anlat Istanbul, un conjunto de cinco mini-películas enlazadas que logró una magnífica acogida. 
Las cifras de producción también se han disparado en la segunda mitad de la primera década del siglo XXI, con cuarenta películas en 2007, y cuatro indiscutibles éxitos de taquilla, mientras la industria cinematográfica volvía a ser rentable.

### Censura
Uno de los estudios más interesantes sobre la censura cinematográfica en Turquía es la obra Sinematografik Hürriyet (Libertad cinematográfica), de Alim Şerif Onaran y publicado en 1968 por el Ministerio del Interior. Se trata del estudio más importante, si no el único, de los métodos de evaluación cinematográfica empleados en Turquía antes de la década de 1950. Onaran, que había sido en sus años de juventud miembro de la Comisión de Evaluación de Películas, era un auténtico experto en la materia, y su estudio recoge incluso ejemplos de la última época del Imperio otomano. 
Un ejemplo muy ilustrativo del nivel de absurdidad al que llegaba la censura lo menciona Çetin Yetkin en su libro Siyasal Iktidar Sanata Karşı (El régimen político contra el arte), publicado en 1970. Cuenta el caso de una película calificada "no apropiada para exportar" porque el Comité de Evaluación decidió que contenía "propaganda comunista". El propietario del filme, que había solicitado al comité un certificado de exportación, se sorprendió al ver la decisión, ya que tan sólo había mencionado en la solicitud su intención de vender una copia de la película a un distribuidor de la Unión Soviética.